# ホクコン
株式会社ホクコン（英：HOKUKON CO., LTD.）は、かつて存在したコンクリート製品の製造・販売・施工などを行う企業。福井県福井市に本社を置いていた。

## 事業

### ブロック事業
- 農業土木関連ブロック
- 道路関連ブロック
- 都市土木関連ブロック
- 土木関連ブロック
- 住宅・宅地関連ブロック
- 生活環境関連ブロック

### パイル事業
- 遠心力プレストレスコンクリートパイル

### 工事事業
- コンクリートパイル杭打工事
- 防火水槽据付工事
- コンクリートブロック敷設工事等

### その他
- 建設関連資材、その他製品に付随する部分品販売等

## 沿革
- 1949年6月24日 - 北陸コンクリート工業株式会社創業
- 1985年4月 - 商号を株式会社ホクコンに変更する
- 1986年7月 - ホクコン建設工業株式会社設立
- 1991年11月 - 第三者割当増資を行い、資本金が9億6000万円となる
- 1996年12月 - ホクコン大阪ビル設立
- 1998年4月 - メンテックス株式会社を設立
- 2000年3月 - 丹南通信ネットワーク株式会社を設立（2004年5月にアイビーソリューション株式会社に改称）
- 2001年
  - 3月 - ホクコンマテリアル株式会社を設立
  - 4月 - メンテナンス調査設計株式会社を設立
- 2004年
  - 3月 - ユニバーサルビジネス企画株式会社を設立
  - 6月 - エコテックス株式会社を設立。UBキャリアスタッフ株式会社を設立（2006年9月ホクコントラスト株式会社に改称。）
- 2005年
  - 3月 - 株式会社ホクコン鋼業を統合
  - 7月 - ホクコン建設工業株式会社とメンテックス株式会社は合併し、株式会社ホクコン建設MEに称号変更
- 2007年4月 - 株式会社ホクコン建設MEを吸収合併
- 2013年4月 - メンテナンス調査設計株式会社と株式会社中央材料研究所は合併し、株式会社M・T技研に称号変更
- 2015年3月 - エコテックス株式会社を吸収合併し、エコテックス事業部を設立
- 2018年
  - 2月 - 東証2部上場の同業ゼニス羽田ホールディングスとの経営統合で基本合意[1]。
  - 5月 - ゼニス羽田ホールディングスとの間で、2018年10月1日付で経営統合を行う契約を締結[2]。
  - 10月1日 - ゼニス羽田ホールディングスと経営統合を行い、共同株式移転により株式会社ベルテクスコーポレーションを設立。ホクコンはベルテクスコーポレーションの子会社となる。
- 2021年4月 - ゼニス羽田株式会社に吸収合併され、解散。ゼニス羽田株式会社はベルテクス株式会社に商号変更[3]。

## グループ会社

### 連結子会社
- ホクコンマテリアル株式会社
- 株式会社Ｍ・Ｔ技研
- アイビーソリューション株式会社
- ユニバーサルビジネス企画株式会社
- ホクコントラスト株式会社
- 株式会社ホクコンプロダクト

### 持分法適用会社
- 株式会社クォードコーポレーション